# Menlo Park
Menlo Park è una città al confine orientale della contea di San Mateo, nella San Francisco Bay Area della California, negli Stati Uniti. Confina con la baia di San Francisco a nord e ad est; East Palo Alto, Palo Alto e Stanford a sud; Atherton, North Fair Oaks e Redwood City ad ovest. Menlo Park è una delle città più istruite dello stato della California e degli Stati Uniti; quasi il 70% dei residenti di età superiore ai 25 anni ha conseguito una laurea o superiore. Menlo Park aveva una popolazione di 32.026 abitanti secondo il censimento del 2010, aumentata a una stima di 33.888 abitanti nel 2016. A Menlo Park ha sede Meta Platforms, ed è la città in cui sono state fondate Google, Roblox Corporation e Round Table Pizza.

## Geografia fisica
Secondo lo United States Census Bureau, ha un'area totale di 17,39 mi² (45,04 km²).

## Società

### Evoluzione demografica
Secondo il censimento del 2010, la popolazione era di 32.026 abitanti.

### Etnie e minoranze straniere
Secondo il censimento del 2010, la composizione etnica della città era formata dal 70,2% di bianchi, il 4,8% di afroamericani, lo 0,5% di nativi americani, il 9,9% di asiatici, l'1,4% di oceanici, l'8,7% di altre etnie, e il 4,5% di due o più etnie. Ispanici o latinos di qualunque etnia erano il 18,4% della popolazione.